# Stephanie Schütze
Stephanie Schütze (* 1970 in Münster) ist eine deutsche Kultur- und Sozialanthropologin. Seit 2015 ist sie Universitätsprofessorin für Kultur- und Sozialanthropologie am Lateinamerika-Institut der Freien Universität Berlin mit besonderer Berücksichtigung der Migrations- und Genderforschung.
Ihre Forschungsschwerpunkte sind Genderbeziehungen und transkulturelle Konstruktionen, Migrationsforschung, Politische Anthropologie und Sportanthropologie.

## Werdegang
Schütze studierte von 1990 bis 1997 Ethnologie, Altamerikanistik und Volkswirtschaftslehre an der Freien Universität Berlin. Von 1998 bis 2000 war sie als wissenschaftliche Mitarbeiterin am Departamento de Ciencias Antropológicas an der Universidad Autónoma Metropolitana in Mexiko-Stadt tätig. 2000 erhielt sie dort einen Masterabschluss in Ciencias Antropológicas. Von 2000 bis 2003 war sie Promotionsstipendiatin des DFG-Graduiertenkollegs „Öffentlichkeiten und Geschlechterverhältnisse“ der Universitäten Kassel und Frankfurt am Main. 2004 promovierte sie in Soziologie und arbeitete von 2003 bis 2013 als wissenschaftliche Mitarbeiterin und Assistentin am Lateinamerika-Institut der Freien Universität Berlin. Von 2008 bis 2009 war Schütze Gastwissenschaftlerin am Center for Latin American Studies der University of Chicago und am Centro de Estudios Internacionales des El Colegio de México. Zwischen 2013 und 2014 war sie Gastprofessorin am Núcleo de Estudos de Gênero Pagu der Universidade Estadual de Campinas in Brasilien. 2014 habilitierte sie an der Freien Universität Berlin in Ethnologie. Von 2014 bis 2015 war sie als Gastprofessorin für Geschlechterpolitik im Fachbereich Gesellschaftswissenschaften an der Universität Kassel tätig.

## Auszeichnungen
- 2000: „Medalla al Mérito Universitario“, Auszeichnung der Universidad Autónoma Metropolitana in Mexiko-Stadt für hervorragende Leistungen im Graduiertenstudiengang für Ciencias Antropológicas
- 2006: 1. Preis der Arbeitsgemeinschaft Deutsche Lateinamerikaforschung (ADLAF) für herausragende Dissertationen mit Lateinamerika-Bezug
- 2013: Margherita-von-Brentano-Preis für das Verbundprojekt MISEAL („Medidas para la inclusión social y equidad en Instituciones de Educación Superior en América Latina“)[2]

## Publikationen

### Monographien
- Mit dem Widerstand kamen die politischen Konflikte. Transformationsprozesse der politischen Kultur der Nahua-Gemeinden des Alto Balsas im Zusammenhang mit dem Wasserkraftprojekt San Juan Tetelcingo. In: Spektrum. Berliner Reihe zu Gesellschaft, Wirtschaft und Politik in Entwicklungsländern. Band 61. LIT-Verlag, Münster 1999, ISBN 3-8258-4045-X
- Die andere Seite der Demokratisierung. Die Veränderungen von politischer Kultur aus der Perspektive der sozialen Bewegung der Siedlerinnen von Santo Domingo, Mexiko-Stadt. Edition Tranvía: Berlin 2005, ISBN 3-925867-95-3
- Constructing Transnational Political Spaces: The Multifaceted Political Activism of Mexican Migrants. Palgrave Macmillan: New York 2016, ISBN 978-1-137-55853-4
- Transnationale politische Räume. Arenen des politischen Engagements mexikanischer Migrant/innen zwischen Mexiko und den USA Edition. Tranvía: Berlin 2018, ISBN 978-3-946327-13-4

### Herausgeberschaft
- Dossier: En(tre) dos naciones: articulación política y cultural de los mexicanos en Estados Unidos. In: Iberoamericana. Nr. 25, 2007.
- mit Martha Zapata: Transkulturalität und Geschlechterverhältnisse. Ein Perspektivenwechsel auf kulturelle und geschlechtsspezifische Dynamiken in den Amerikas. Edition Tranvía: Berlin 2007.
- mit Anja Bandau u. a.: Pasando Fronteras. Transkulturelle und transnationale Prozesse im Grenzraum Mexiko/USA.Edition Tranvía: Berlin 2009.
- mit Steffi Kron u. a.: Diasporische Bewegungen im transatlantischen Raum. Movimientos diaspóricos. Diasporic Movements. Edition Tranvía: Berlin 2010.
- mit Xóchitl Bada u. a.: Special Issue Transborder and Civic Engagement of Mexican Hometown Associations. In: Latino Studies. Band 11, Nr. 1, 2013.
- mit Markus Hochmüller u. a.: Politik in verflochtenen Räumen. Los espacios entrelazados de lo político. Edition Tranvía: Berlin 2013.
- mit Julia Haß: Reihenheft: Ballspiele, Transkulturalität und Gender. Ethnologische und altamerikanistische Perspektiven. Berliner Blätter, Nr. 77, 2018.
- mit Xochitl Bada, Andreas E. Feldmann: New Migration Patterns in the Americas: Challenges for the 21st Century. Palgrave Macmillan: New York 2018.